# John Robson (Leichtathlet)
John Patn Robson (* 31. Januar 1957) ist ein ehemaliger britischer Mittelstreckenläufer, der sich auf die 1500-Meter-Distanz spezialisiert hatte.
1978 gewann er, für Schottland startend, Bronze bei den Commonwealth Games in Edmonton und wurde Achter bei den Leichtathletik-Europameisterschaften in Prag. 1979 errang er Bronze bei den Leichtathletik-Halleneuropameisterschaften in Wien.
Bei den Crosslauf-Weltmeisterschaften 1980 in Paris wurde er Fünfter.

## Persönliche Bestzeiten
- 800 m: 1:47,8 min, 30. Juli 1977, London
- 1500 m: 3:33,83 min, 4. September 1979, Brüssel
  - Halle: 3:42,8 min, 25. Februar 1979, Wien
- 1 Meile: 3:52,44 min, 11. Juli 1981, Oslo
- 3000 m: 7:45,81 min, 13. Juli 1984, London
- 5000 m: 13:34,02 min, 26. Juni 1981, Oslo